# Denis Demers
 (décembre 2007).
Si vous disposez d'ouvrages ou d'articles de référence ou si vous connaissez des sites web de qualité traitant du thème abordé ici, merci de compléter l'article en donnant les références utiles à sa vérifiabilité et en les liant à la section « Notes et références ».
Pour les articles homonymes, voir Demers.
Denis Demers né le 22 juin 1948 à Montréal et mort le 2 février 1987 à Montréal est un peintre canadien. 

## Biographie
Denis Demers naît en 1948 à Montréal.
Il réalise ses études artistiques à l'université du Québec, à l'École nationale supérieure des beaux-arts de Paris, puis à l'université Concordia à Montréal. Il occupa très vite une place importante parmi les artistes de sa génération. Denis Demers était un artiste estimé non seulement pour son art moderne mais aussi pour sa personnalité discrète.[réf. nécessaire]

## Musées et collections publiques
- Collection d’œuvres d'art, Université de Montréal
- Galerie de l'UQAM
- Galerie Leonard & Bina Ellen, Université Concordia
- Musée d'art contemporain de Montréal
- Musée d'art de Joliette
- Musée de Lachine
- Musée national des beaux-arts du Québec[3]
- La Pulperie de Chicoutimi